# El libro de las aguas
El libro de las aguas és una pel·lícula espanyola del 2008 dirigida per Antonio Giménez Rico ambientada en la postguerra espanyola amb un guió basada en l'obra de Alejandro López Andrada. Fou rodada a la comarca de Los Pedroches (Còrdova), i tenia un pressupost de 3 milions d'euros, dels que 600.000 els va aportar Canal Sur Televisión a canvi dels drets d'emissió per televisió. Fou estrenada l'11 de novembre de 2008 al Festival de Cinema Europeu de Sevilla.

## Sinopsi
Ángel Pedrosa torna al seu poble natal de Bruma (Còrdova), d'on va haver de fugir durant la Guerra Civil Espanyola. Torna per a reconstruir la història de la seva família, perdonar-se a si mateix i per recordar als altres. Ángel embasta els retalls de la seva vida durant l'Espanya de la segona meitat de 1939. El seu primer amor, els odis de la postguerra, la intolerància i els passatges que va recórrer fins que va haver de fugir, precipitadament, fora de la seva pàtria per a no tornar fins a molts anys després.

## Repartiment
- Álex González - Ángel Pedrosa el 1939
- Fernando Luján - Ángel Pedrosa el 1975
- Elena Furiase - Amalia
- José Sancho...	Don Lázaro
- Lolita Flores...	Tía Lorenza
- Juan Jesús Valverde... Tío Braulio

## Nominacions i premis
Juan Jesús Valverde fou nominat al premi Unión de Actores al millor actor de repartiment de cinema.